# Орлиха 2-я
Орлиха 2-я — деревня в Бежецком районе Тверской области. Относится к Городищенскому сельскому поселению.

## География
Расположена на дороге, выходящей на автомобильную дорогу 28К-0034, граничит с районным центром — городом Бежецк по улице Рыбинской. На восток по дороге 28К-0034 находится деревня Орлиха 3-я.

## Население
| 2008 | 2010 |
| ---- | ---- |
| 0    | →0   |